# Kinnelon
Kinnelon es un borough situado en el condado de Morris, Nueva Jersey, Estados Unidos. Tiene una población estimada, a mediados de 2024, de 10 108 habitantes.
Los barrios privados de Fayson Lakes y Smoke Rise comprenden alrededor del 42% de las viviendas de la localidad.

## Geografía
La localidad está ubicada en las coordenadas 40°58′55″N 74°23′09″O / 40.98194, -74.38583 (40.982036, -74.385896).

## Demografía
Según la estimación 2019-2023 de la Oficina del Censo, los ingresos medios de los hogares de la localidad son de $178,102 y los ingresos medios de las familias son de $189,485. Alrededor del 2.0% de la población está por debajo de la línea de pobreza.